# Emberiza cirlus

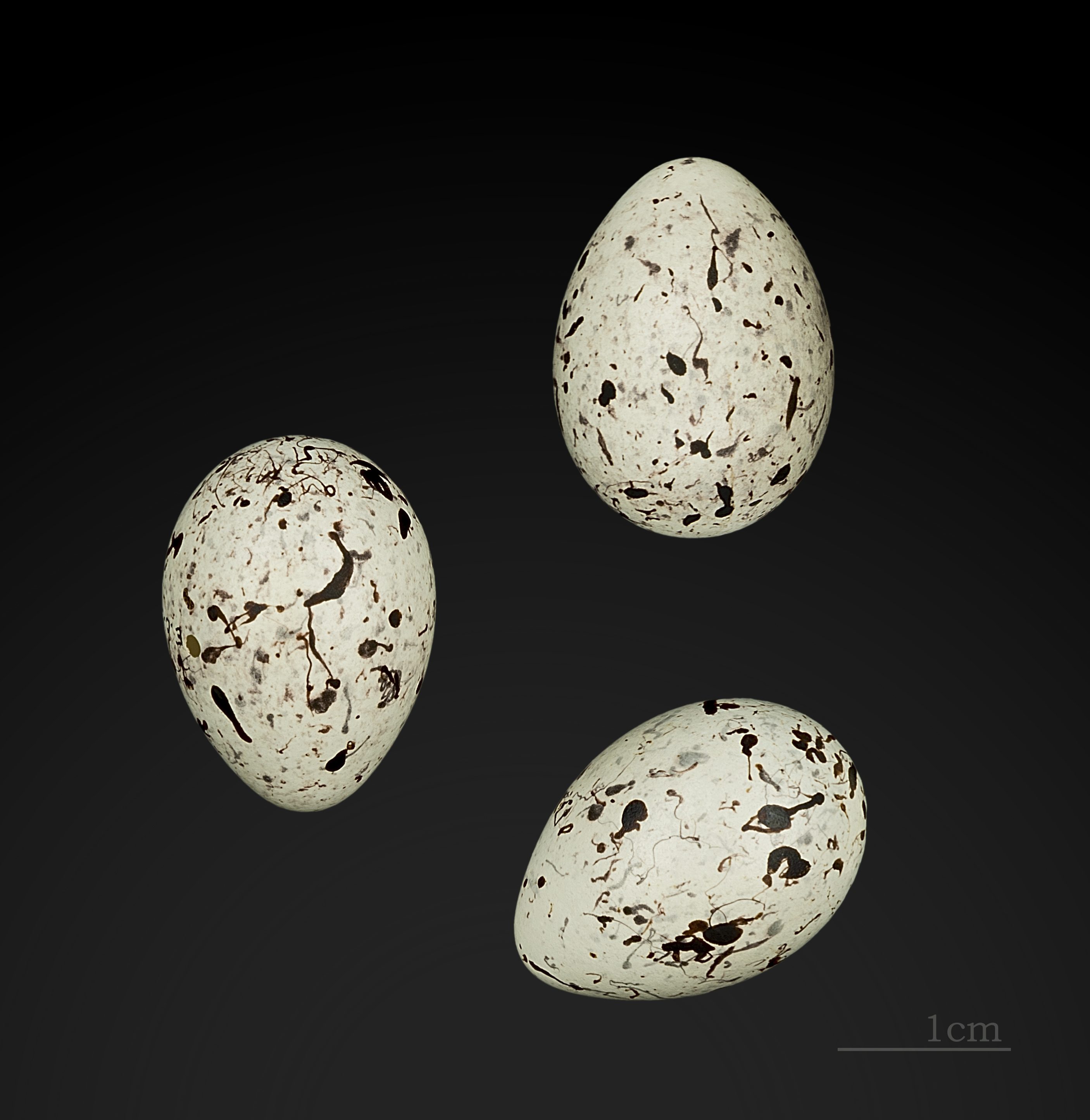
Emberiza cirlus

Emberiza cirlus là một loài chim trong họ Emberizidae.

## Hình ảnh

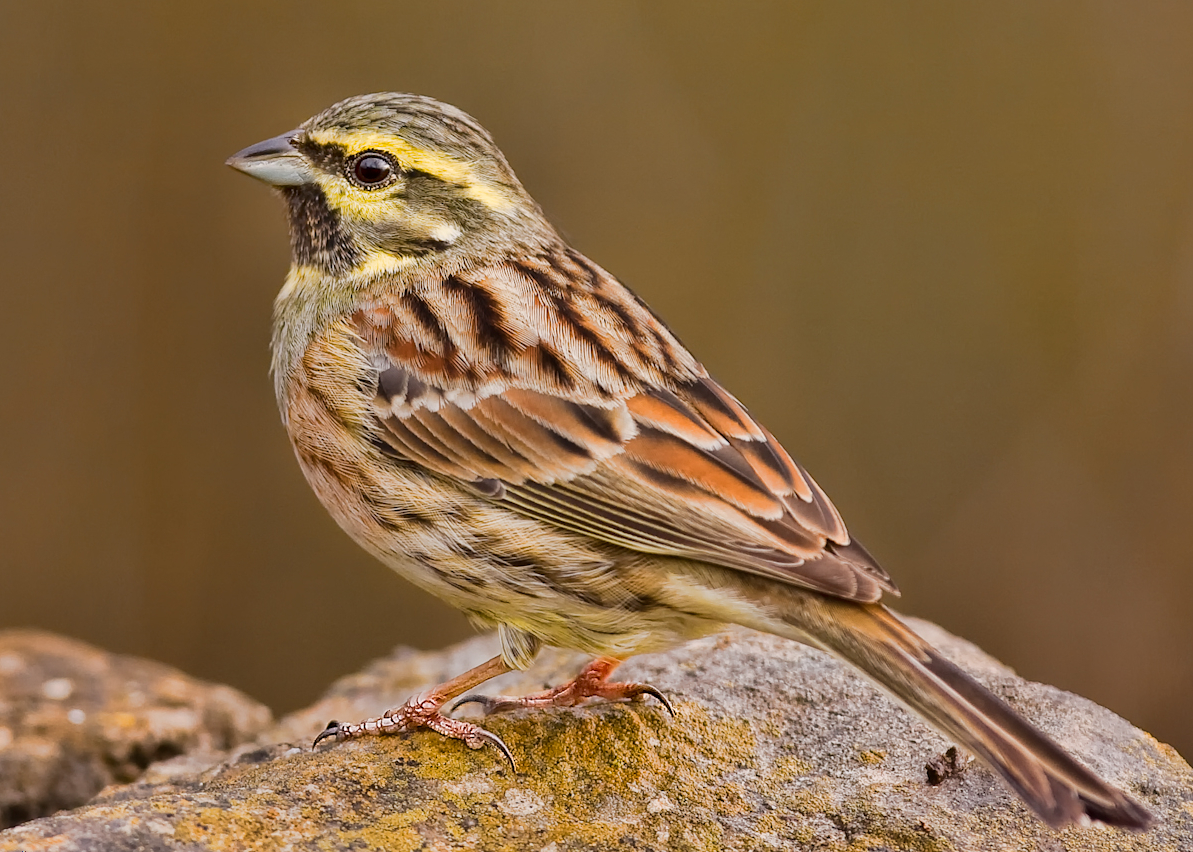
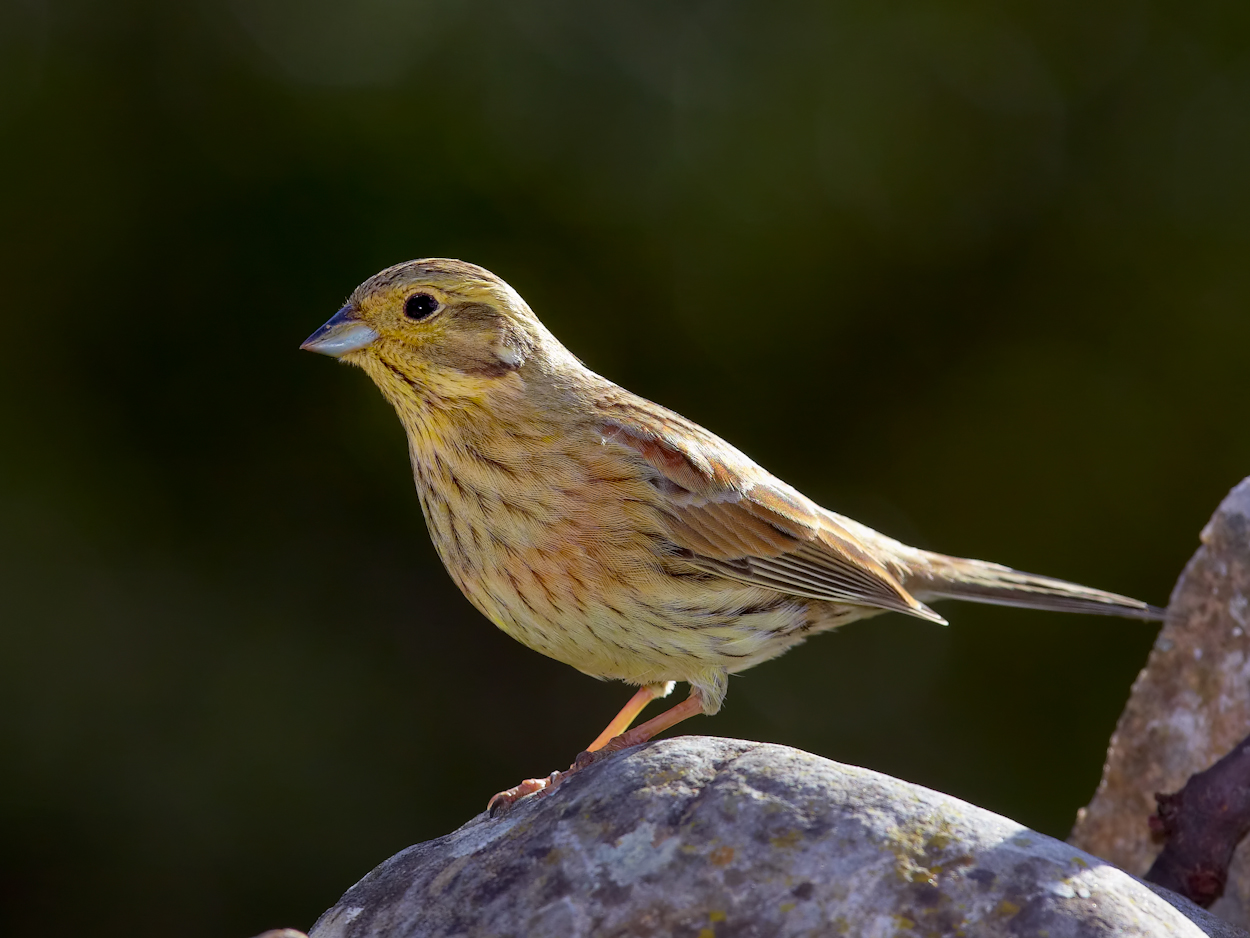
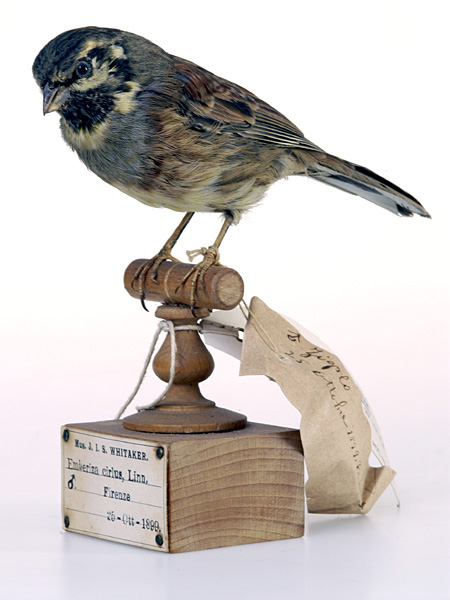
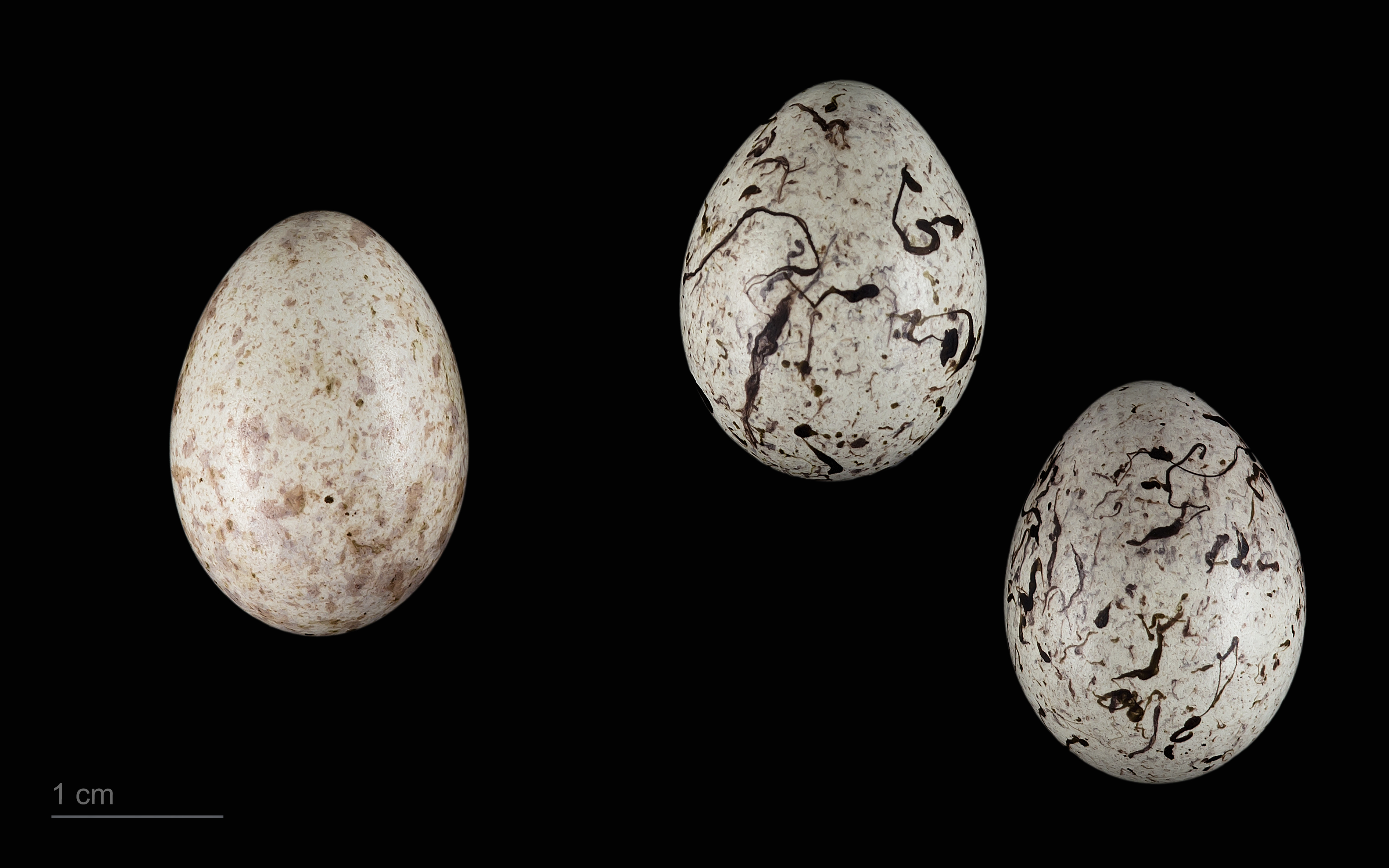
Cuculus canorus canorus + Emberiza cirlus - Museum specimen